# هيئة المستشفى الجمهوري التعليمي
المستشفى الجمهوري أو ما يسمى هيئة المستشفى الجمهوري التعليمي بصنعاء والواقع في وسط العاصمة اليمنية صنعاء ويعتبر من أقدم المستشفيات الحكومية في العاصمة وأحد الصروح الصحية العملاقة يقدم خدماته لآلاف المرضى وبصورة يومية بكادر طبي يمني مؤهل وسعة سريرية تتجاوز 500 سرير وأجهزة طبية حديثة.